# لیانو گرانده (تگزاس)
لیانو گرانده (به انگلیسی: Llano Grande) یک منطقهٔ مسکونی در ایالات متحده آمریکا است که در شهرستان ایدالگو، تگزاس واقع شده‌است. لیانو گرانده ۴٫۵ کیلومتر مربع مساحت و ۳٬۰۰۸ نفر جمعیت دارد و ۲۲ متر بالاتر از سطح دریا واقع شده‌است.